# Dover Kirke
Dover Kirke er viet til apostlen Sankt Andreas og ligger i Dover Sogn, Hjelmslev Herred, Skanderborg Amt / Århus Amt. Den hørte i middelalderen under Øm Kloster, og i en periode i 1700-tallet hørte den under Skanderborg Rytterdistrikt.
Skib og Kor er bygget i romansk stil af al i den sidste halvdel af det 11. århundrede. Det slanke tårn med kamgavle er fra slutningen af middelalderen. Det var oprindeligt et styltetårn, men er senere opmuret mod vest; Det er opført i munkesten; I samme periode er hvælvingerne bygget.
I 1863 blev østgavlen muret om, samtidig med at der blev opført stræbepiller hele vejen rundt om kirken for at sikre murene mod udskridning.
- Altertavlen er fra omkring 1590, i renæssancestil, men ombygget i 1878, hvor det oprindelige billede blev udskiftet
- Prædikestolen er ligeledes fra renæssancen

- Orglet er fra slutningen af 1960'erne, bygget af I. Starup & søn. Deet har 8 stemmer og to manualer.
- Kirkerummet med de hvidkalkede hvælvinger

## Eksterne kilder og henvisninger
- Dover Kirke Arkiveret 19. september 2015 hos  Wayback Machine hos KortTilKirken.dk
- Danmarks Kirker hos NatMus: Dover Kirke, Alkenvej 1, 8660 Skanderborg Arkiveret 11. januar 2020 hos  Wayback Machine → tilgængelig PDF

- Wikimedia Commons har flere filer relateret til Dover Kirke